# Список дипломатических миссий в Уругвае

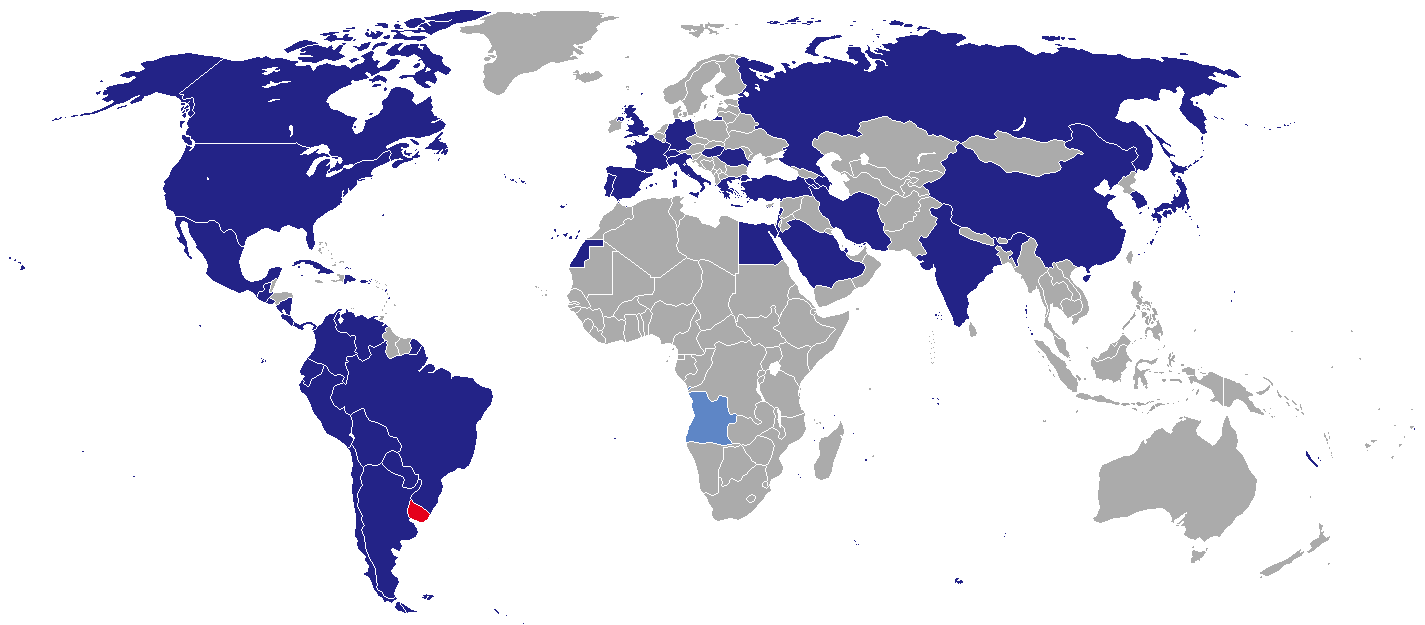
Карта дипломатических миссий в Уругвае

Ниже приведён список дипломатических миссий в Уругвае. На данный момент в Монтевидео расположены 43 посольства. Некоторые другие страны аккредитовали свои посольства в столицах близ лежащих стран.

## Посольства
- Азербайджан
- Аргентина
- Боливия
- Бразилия
- Ватикан
- Венесуэла
- Гватемала
- Германия
- Греция
- Доминиканская Республика
- Египет
- Израиль
- Иран
- Испания
- Италия
- Канада
- Катар
- Китай
- Колумбия
- Республика Корея
- Коста-Рика
- Куба
- Ливан
- Мексика
- Никарагуа
- Государство Палестина
- Панама
- Парагвай
- Перу
- Португалия
- Россия
- Румыния
- Сальвадор
- Саудовская Аравия
- САДР
- США
- Турция
- Великобритания
- Франция
- Чили
- Швейцария
- Эквадор
- Япония

### Миссии
- Европейский союз (Делегация)
- Венгрия (Визовый центр)[1]

### Галерея

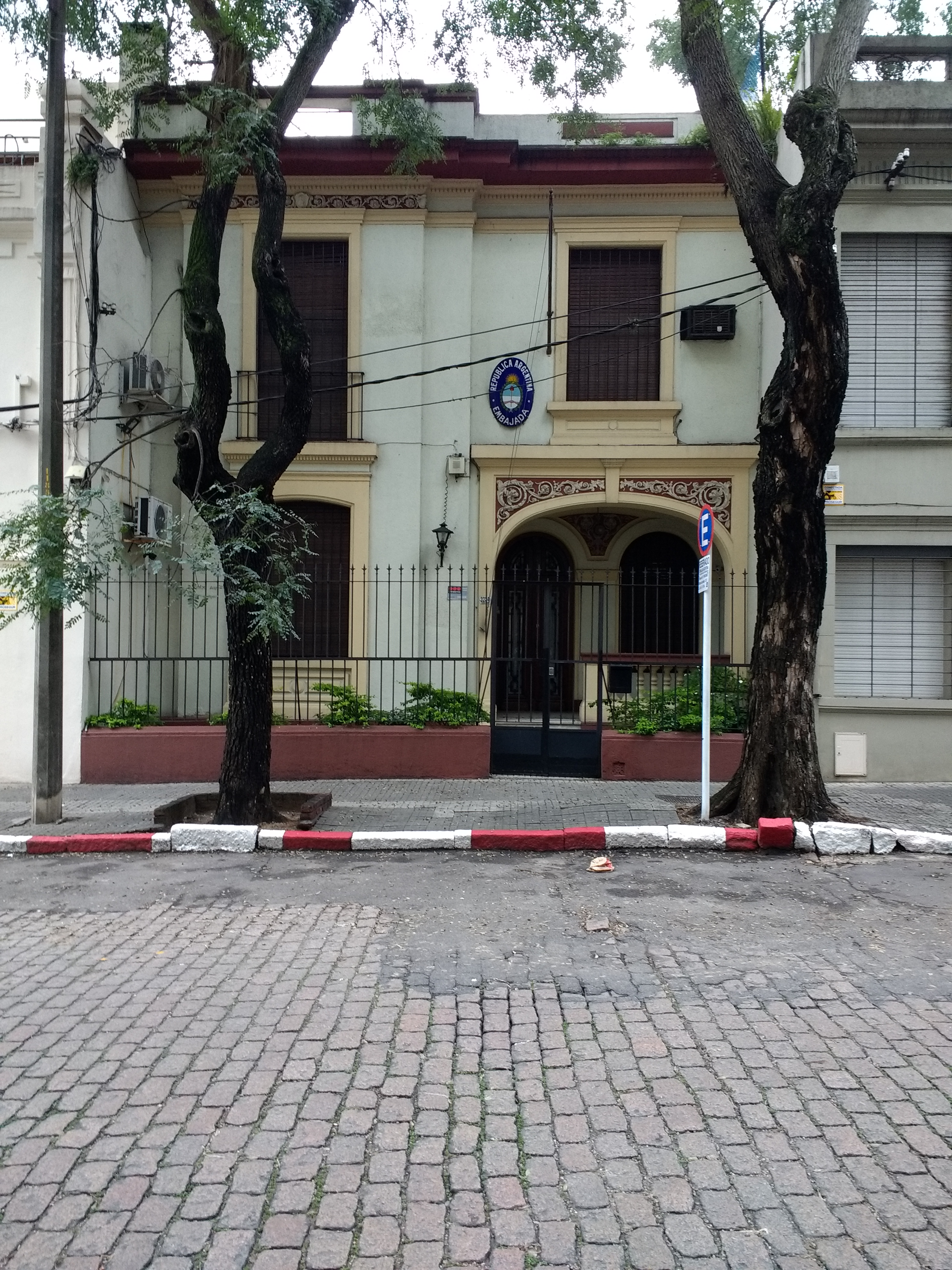
Посольство Аргентины
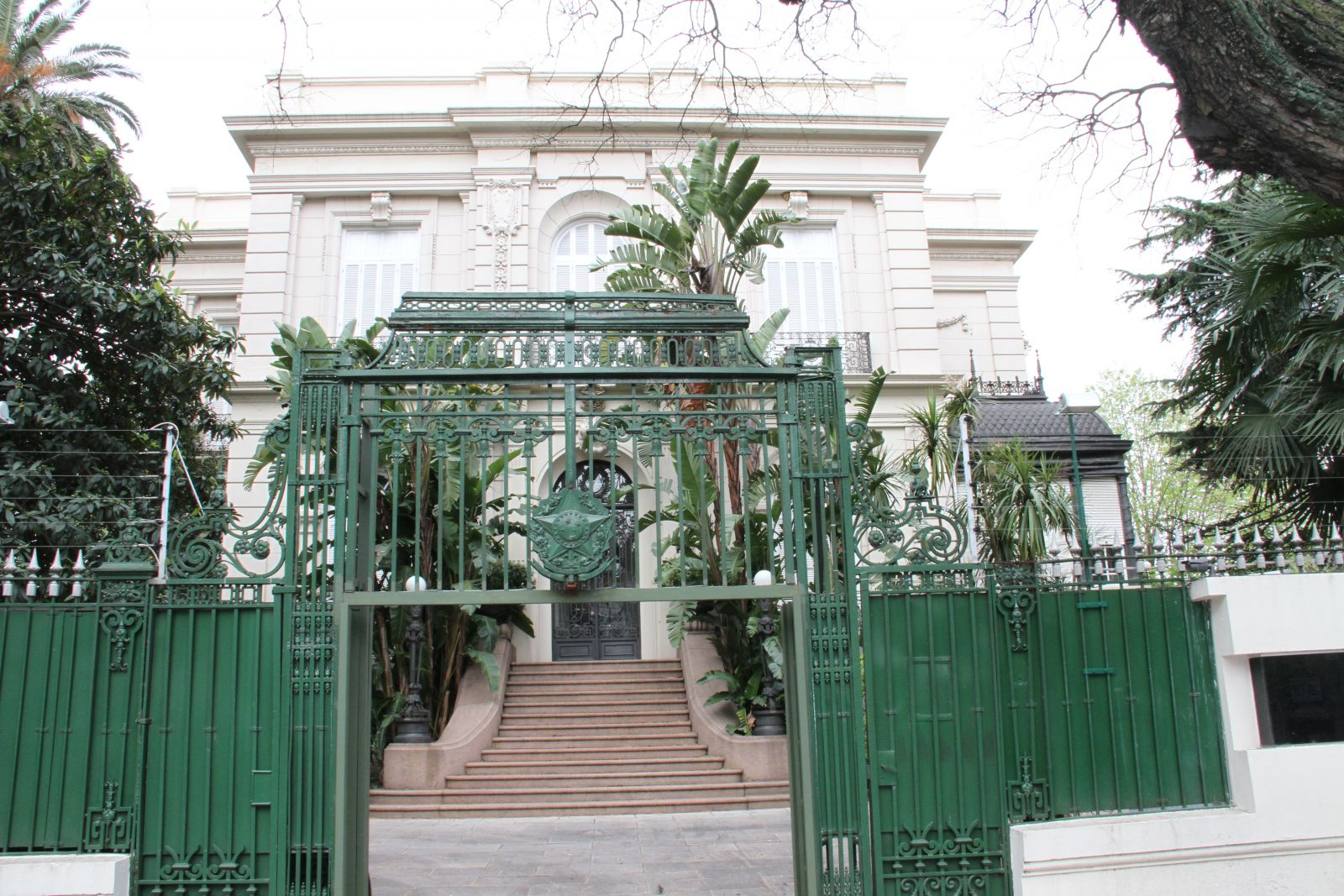
Посольство Бразилии
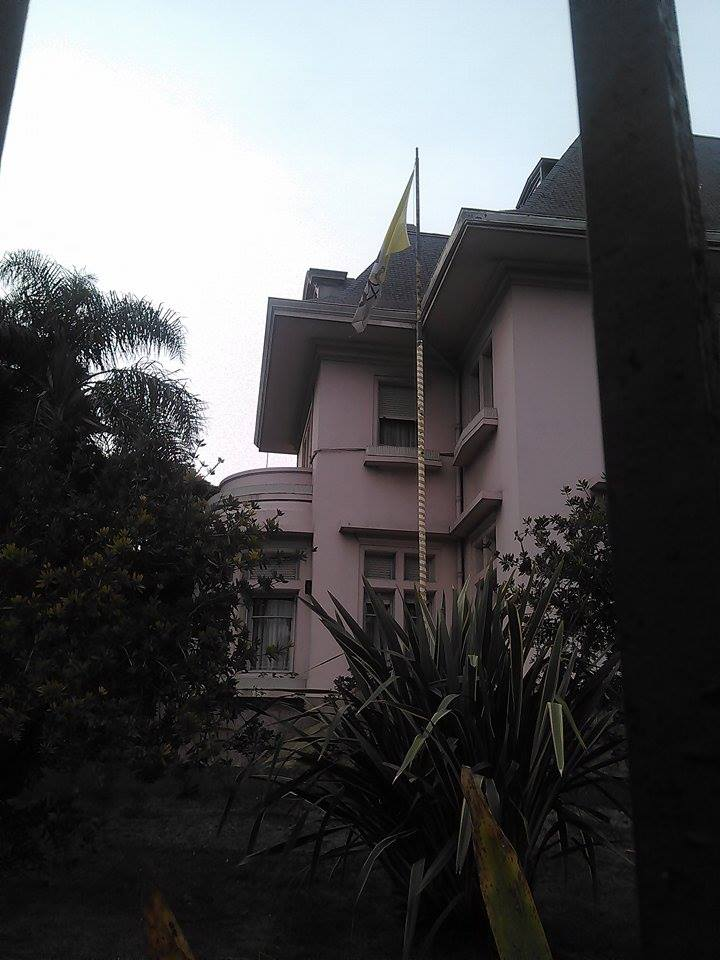
Apostolic Nunciature of the Holy See
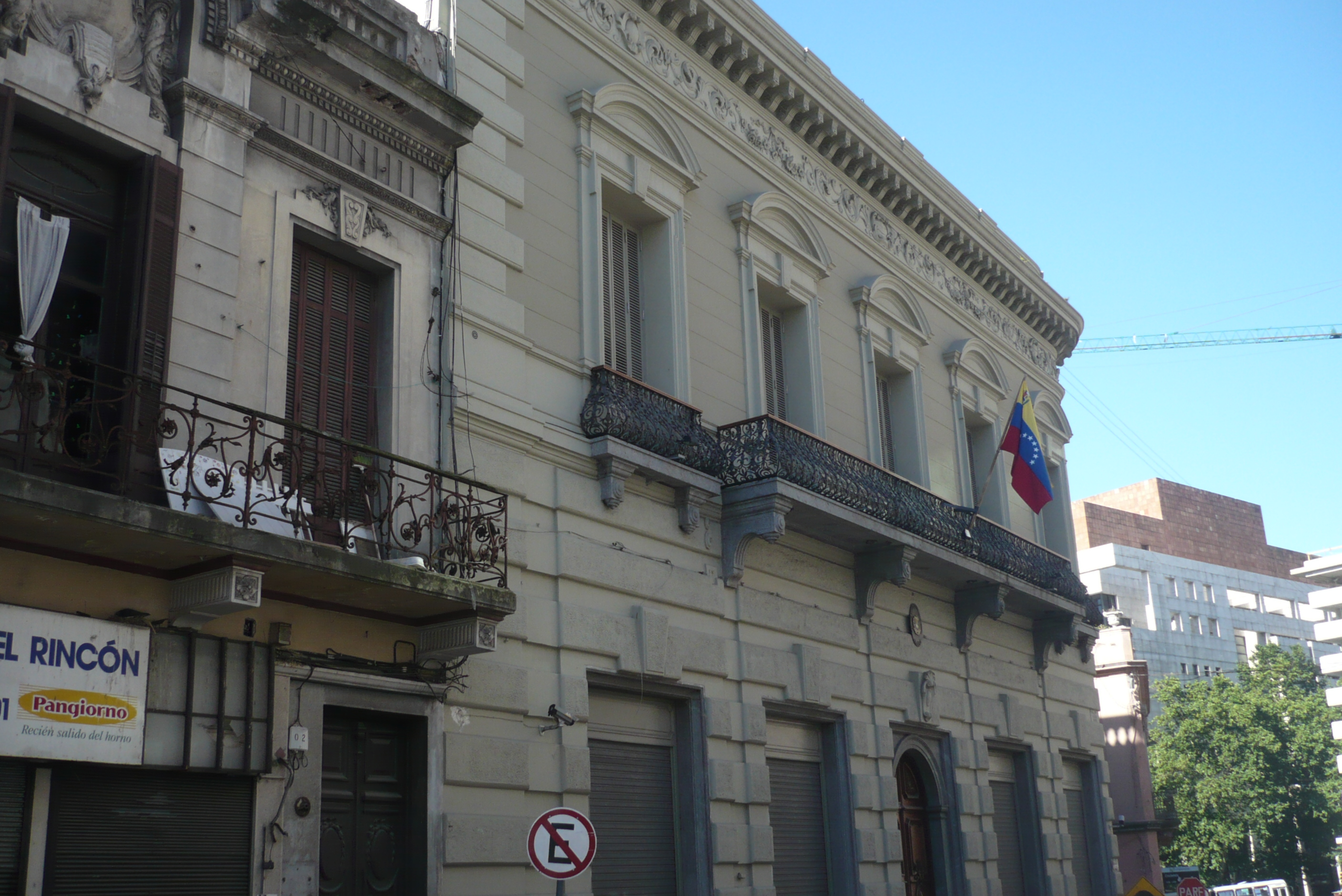
Посольство Венесуэлы
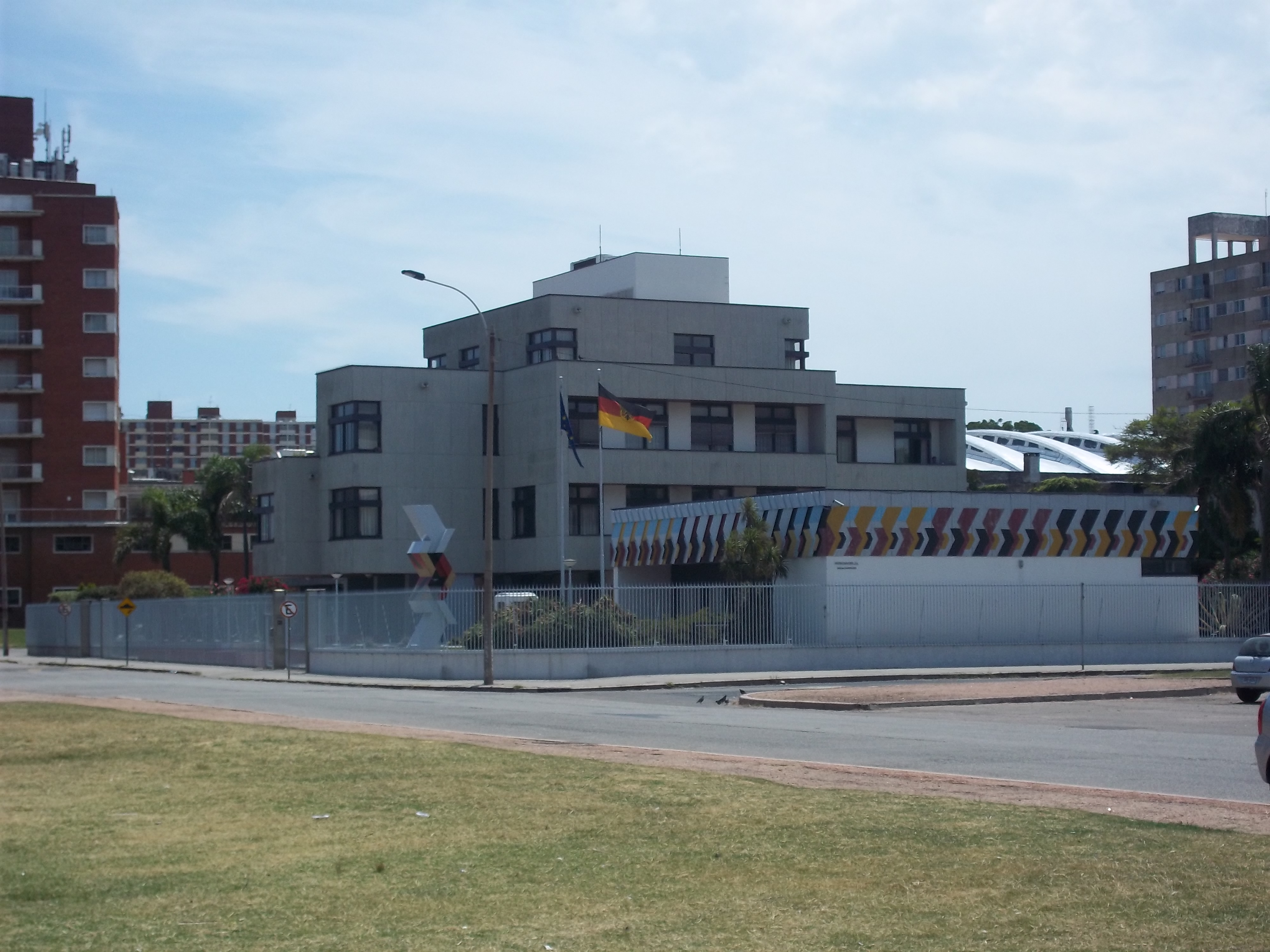
Посольство Германии
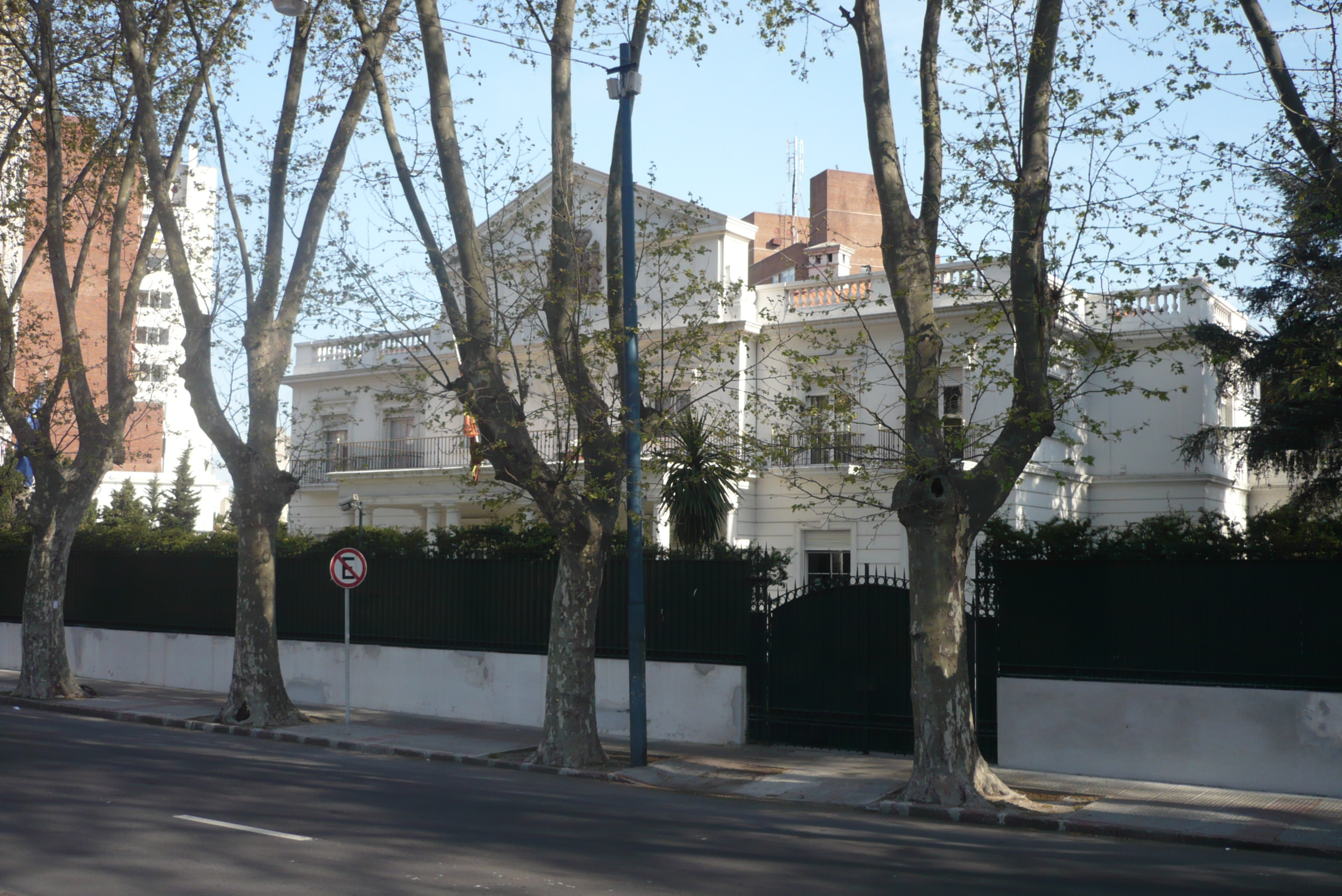
Посольство Испании
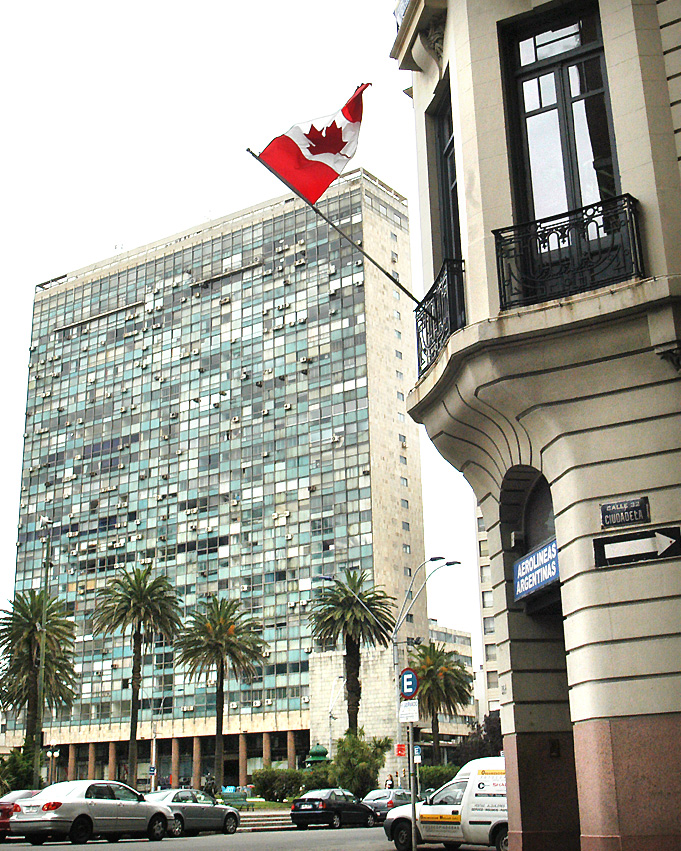
Посольство Канады
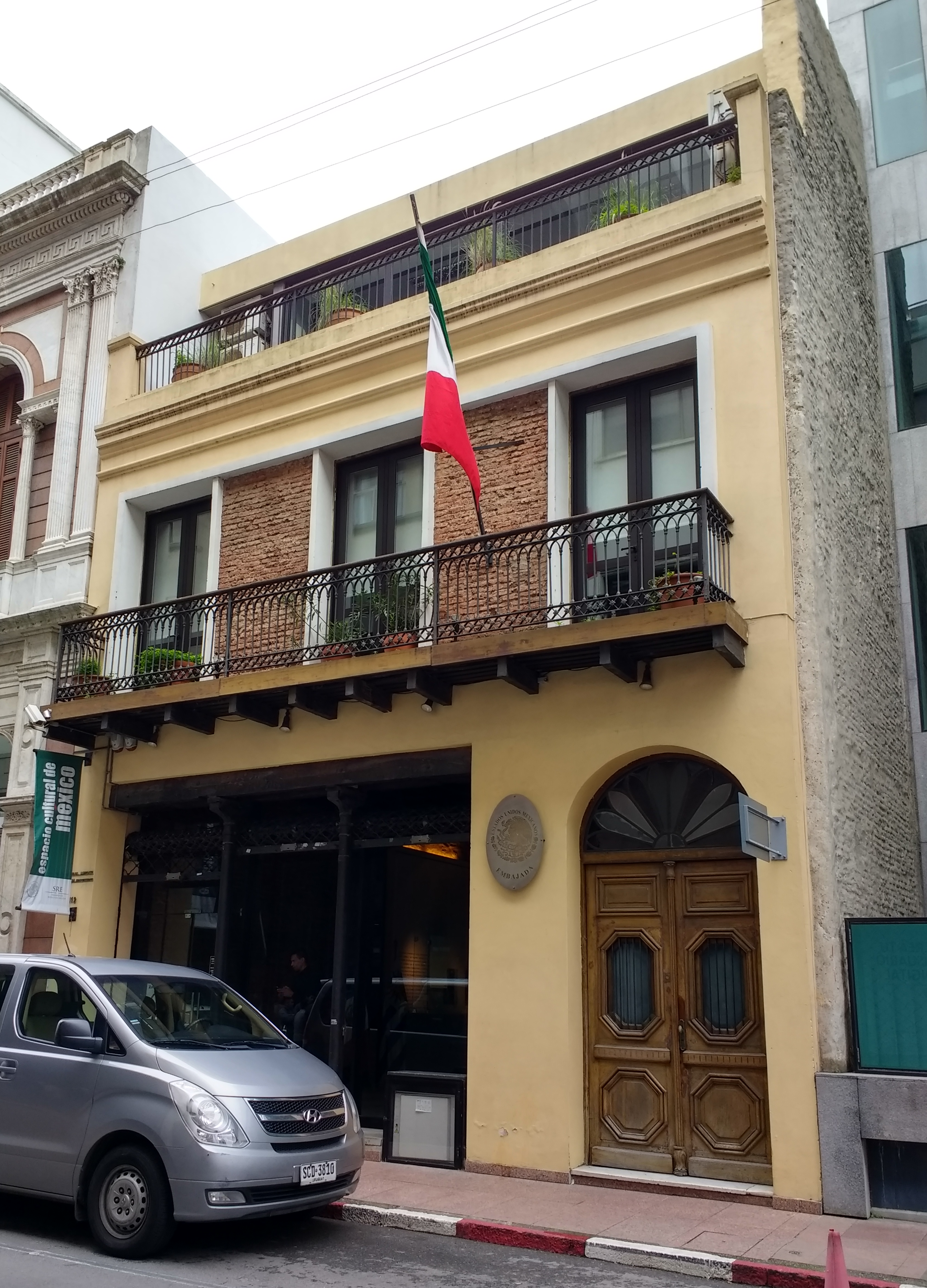
Посольство Мексики
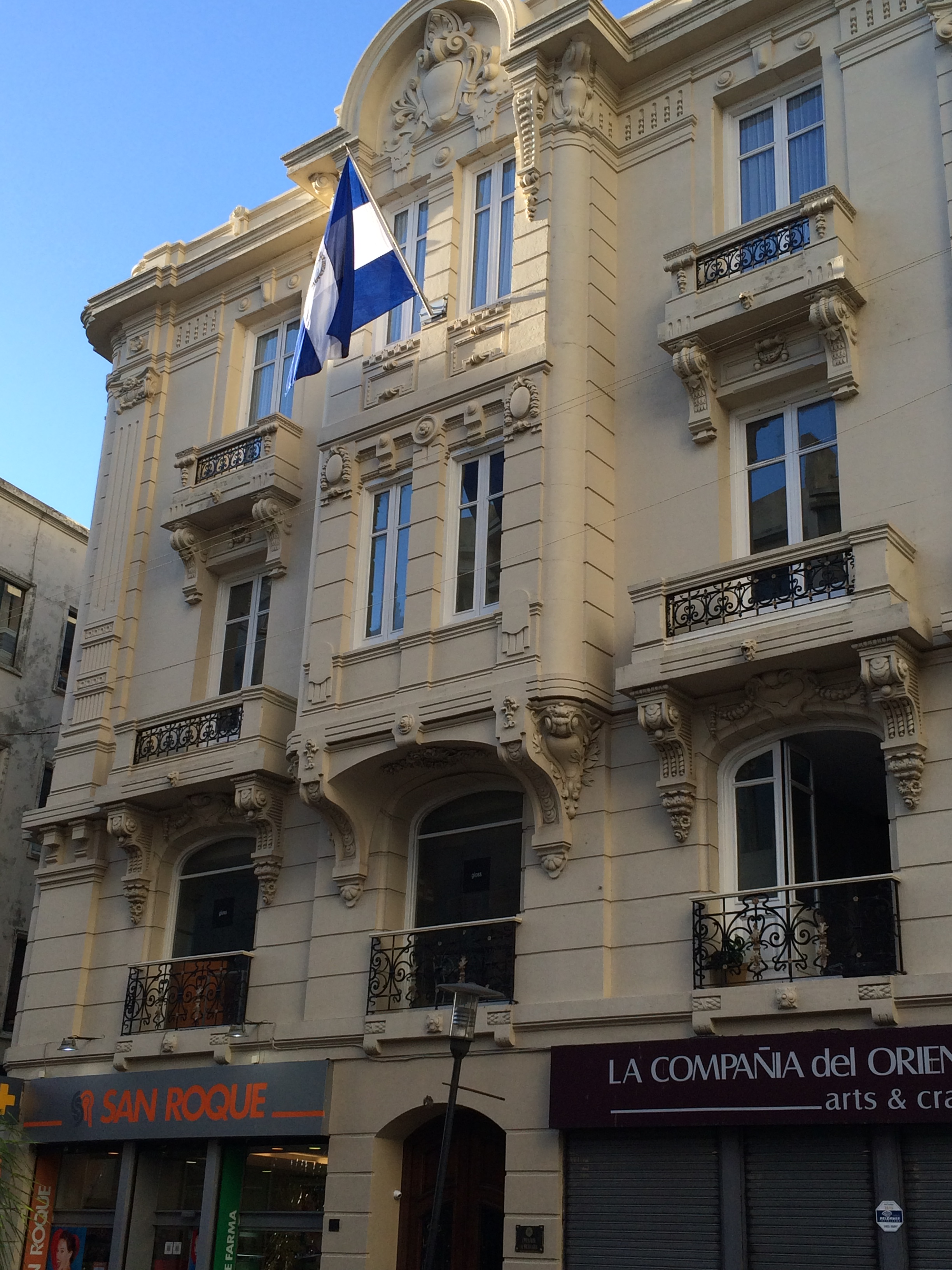
Посольство Никарагуа
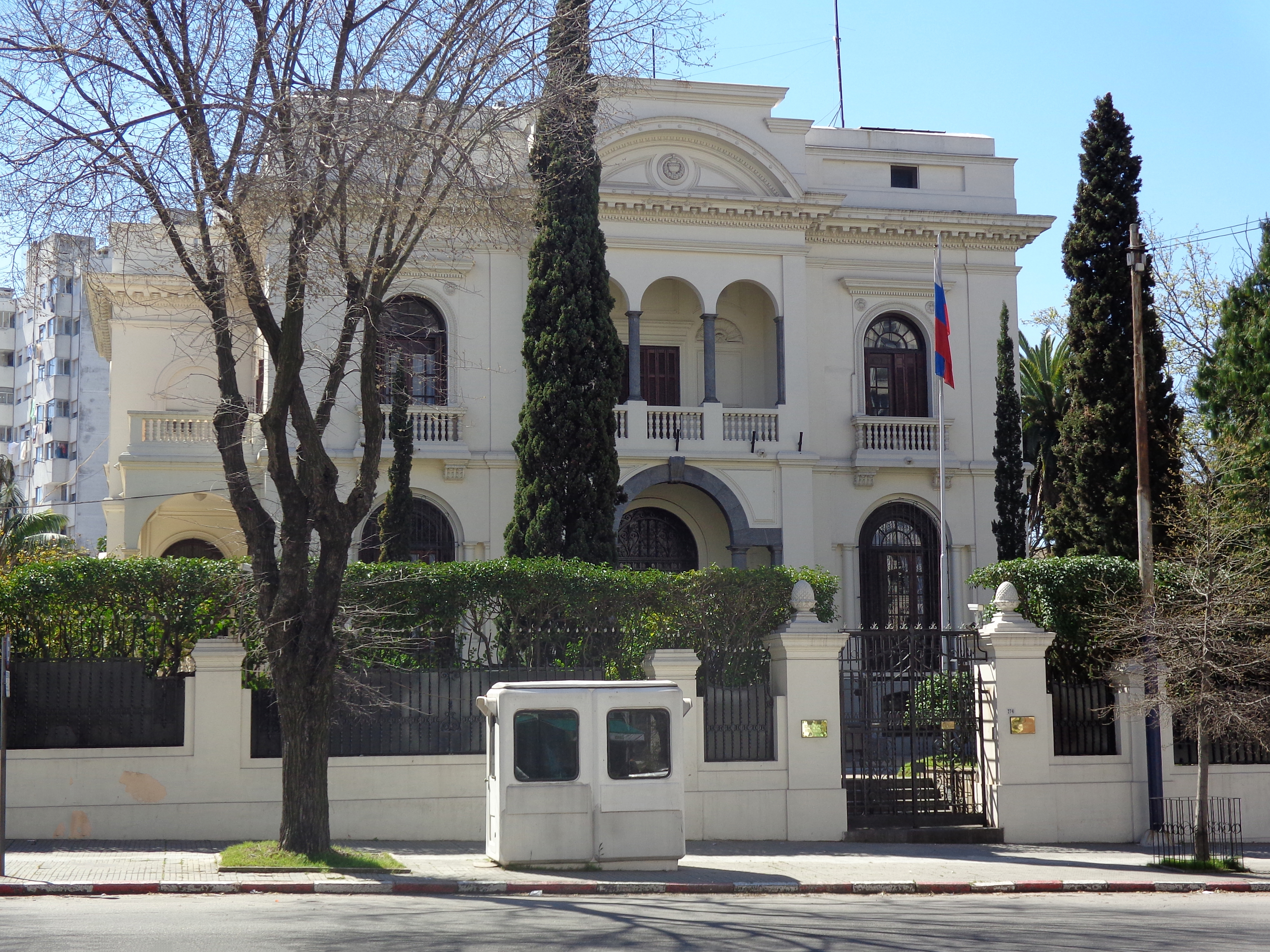
Посольство России
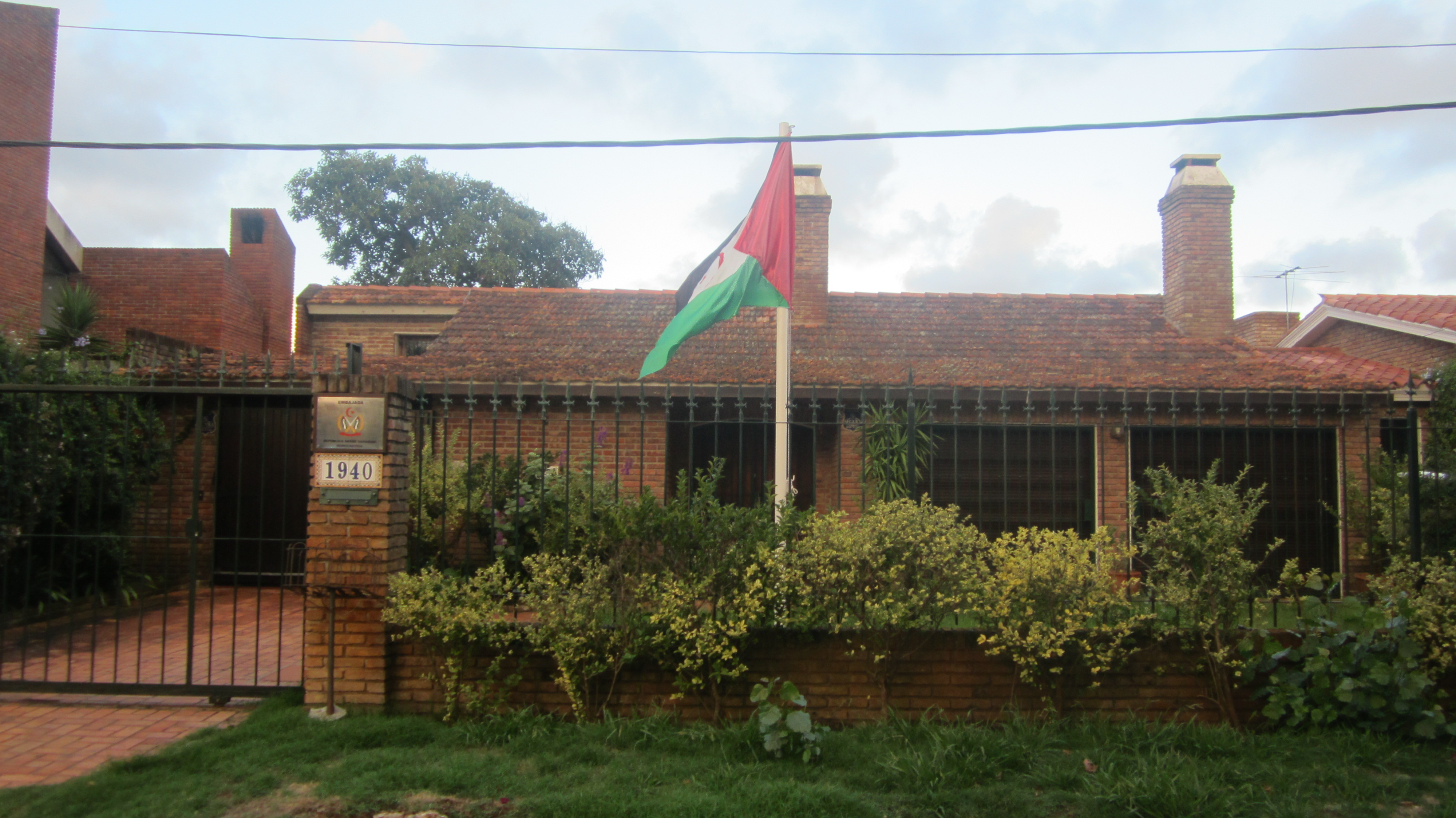
Посольство САДР
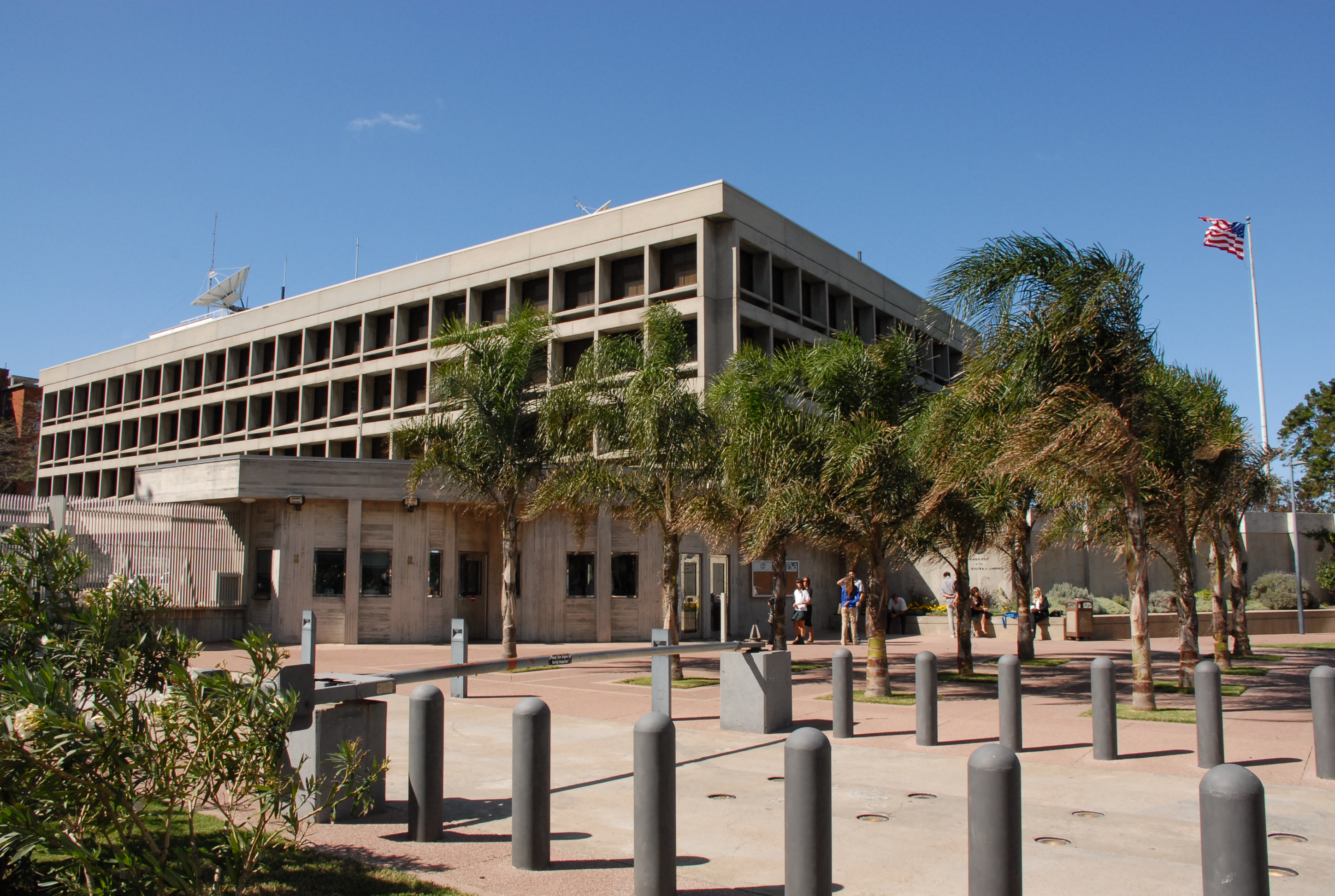
Посольство США
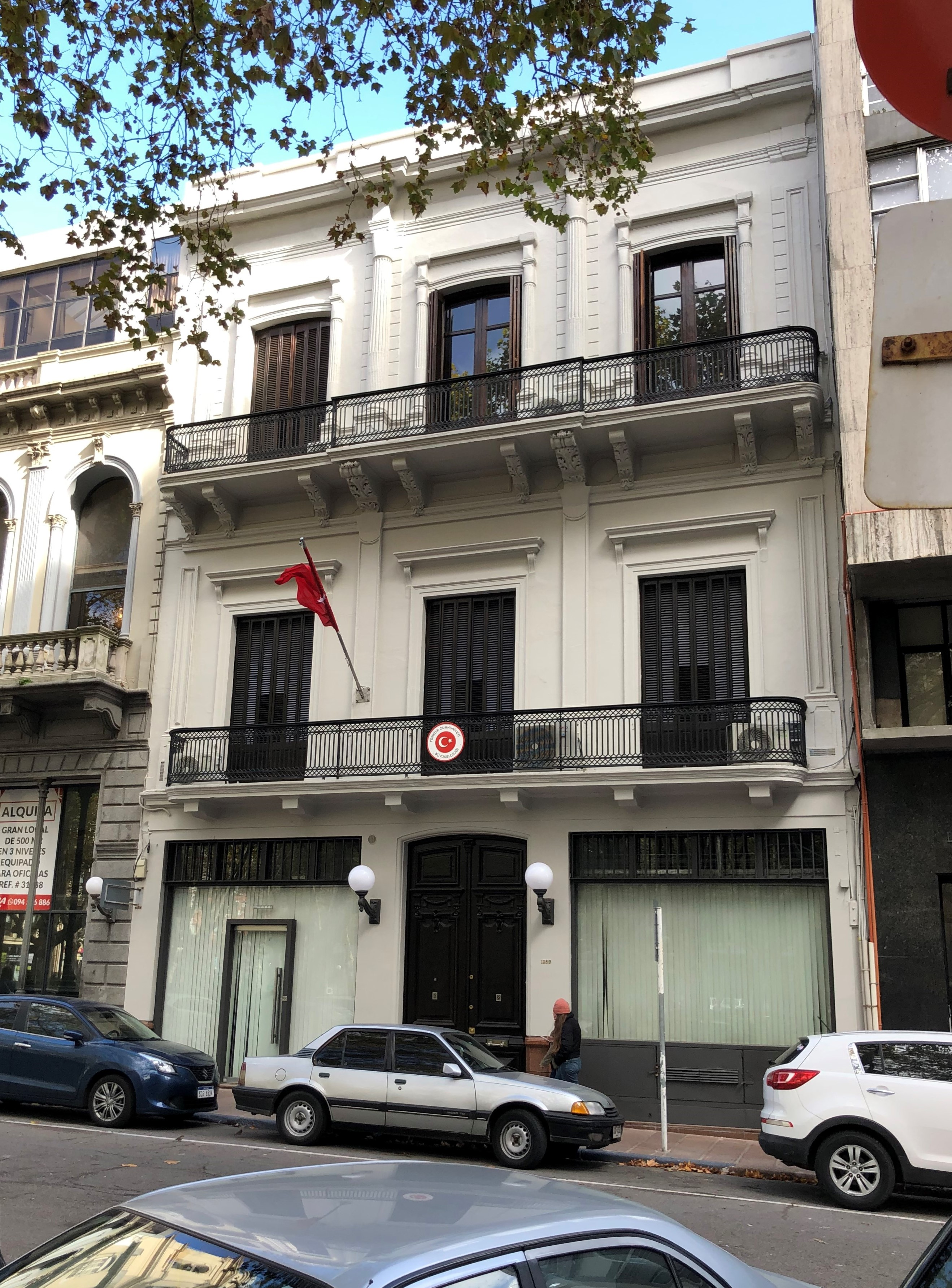
Посольство Турции
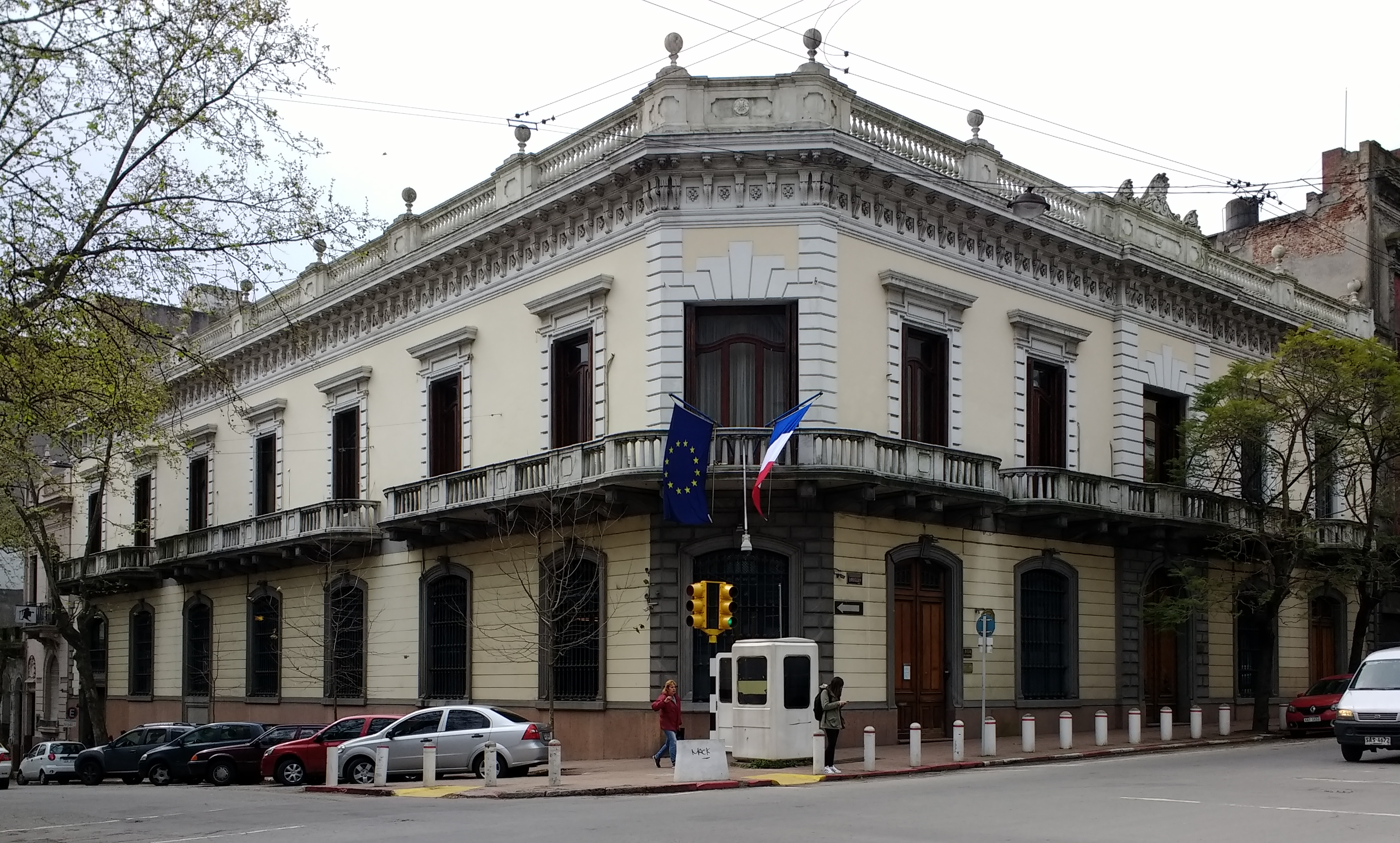
Посольство Франции
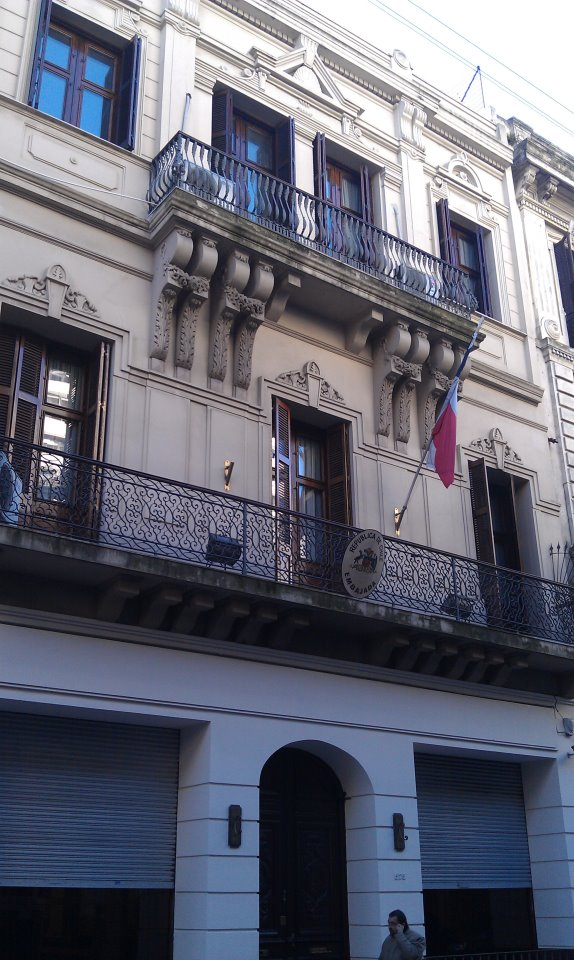
Посольство Чили
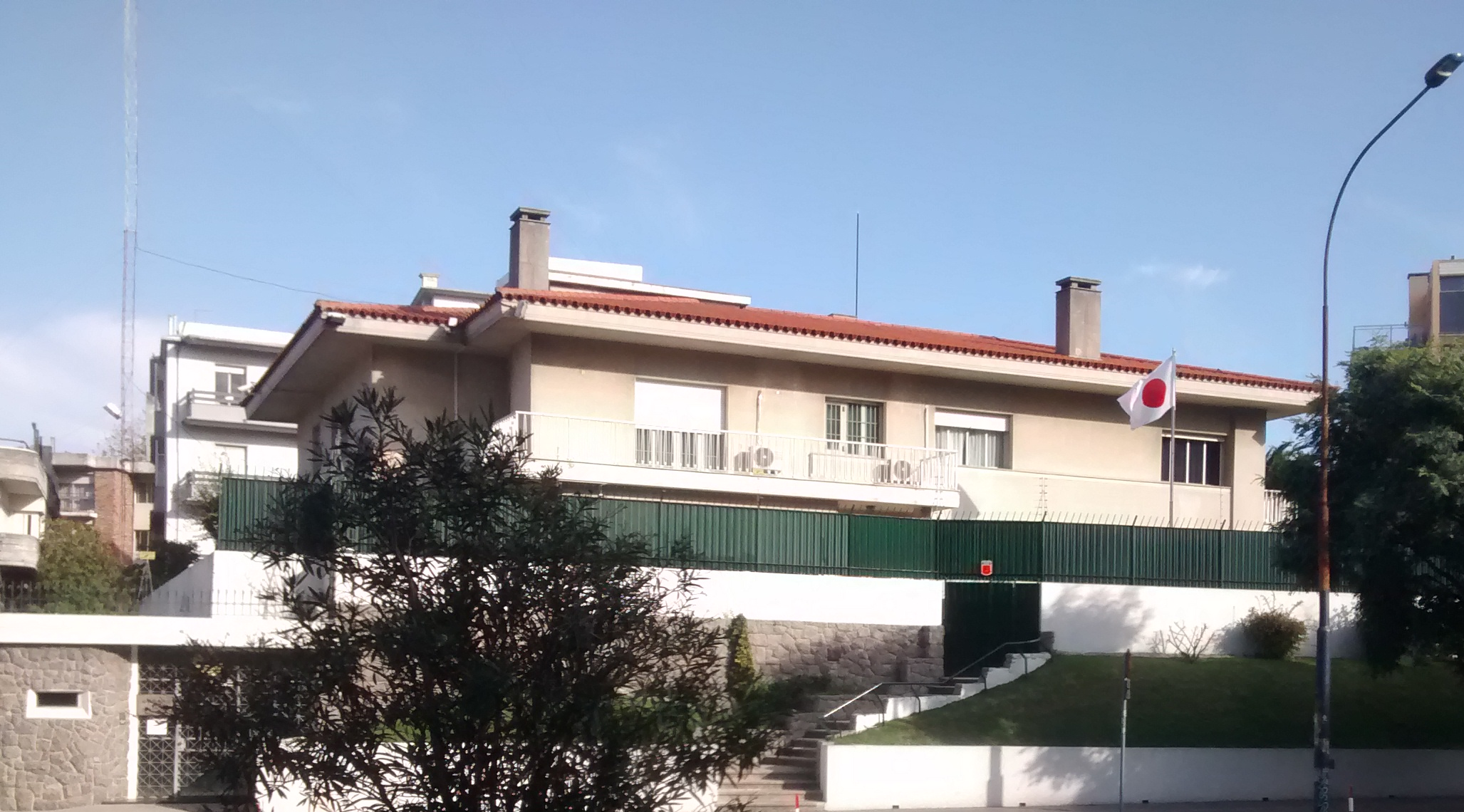
Посольство Японии

## Консульства

### Монтевидео
- Ангола (Генеральное консульство)

### Артигас
- Бразилия (Вице-консульство)

### Колония-дель-Сакраменто
- Аргентина (Консульство)

### Мальдонадо
- Аргентина (Консульство)

### Пайсанду
- Аргентина (Консульство)

### Ривера
- Бразилия (Генеральное консульство)

### Рио-Бранко
- Бразилия (Вице-консульство)

### Сальто
- Аргентина (Консульство)

### Фрай-Бентос
- Аргентина (Консульство)

### Чуй
- Бразилия (Консульство)

## Аккредитованные посольства
Базируются в Буэнос-Айресе, если не указан иной вариант.
- Австралия
- Австрия
- Албания
- Алжир[2]
- Ангола     (Бразилиа)
- Армения
- Багамские Острова     (Нассау)
- Бангладеш     (Вашингтон)
- Беларусь     (Бразилиа)[3]
- Бельгия
- Болгария
- Венгрия
- Вьетнам
- Гаити
- Гайана     (Бразилиа)
- Гана     (Бразилиа)
- Гондурас
- Дания     (Бразилиа)
- Зимбабве (Бразилиа)
- Индия
- Индонезия
- Иордания     (Сантьяго)
- Ирландия
- Исландия     (Вашингтон)
- Камерун (Бразилиа)
- Кения     (Бразилиа)
- Кипр     (Мадрид)
- ДРК
- Кот-д’Ивуар     (Бразилиа)
- Кувейт
- Ливия
- Малайзия
- Мали     (Вашингтон)
- Мальдивы     (Нью-Йорк)
- Мальта     (Валетта)
- Марокко
- Намибия     (Бразилиа)
- Нигерия
- Нидерланды
- Новая Зеландия
- Норвегия
- ОАЭ
- Оман (Бразилиа)
- Пакистан
- Польша
- Сенегал     (Бразилиа)
- Сербия
- Сирия
- Сингапур
- Словакия
- Словения
- Суринам     (Бразилиа)
- Сьерра-Леоне     (Нью-Йорк)
- Таиланд
- Тринидад и Тобаго     (Бразилиа)
- Тунис
- Украина
- Филиппины
- Финляндия
- Хорватия
- Чехия
- Швеция
- Ямайка     (Каракас)

## Закрытытые миссии
| Город      | Страна     | Тип миссии | Год закрытия | Прим. |
| ---------- | ---------- | ---------- | ------------ | ----- |
| Монтевидео | Болгария   | Посольство | 1988         | [ 4 ] |
| Монтевидео | Нидерланды | Посольство | 2012         | [ 5 ] |
| Монтевидео | Польша     | Посольство | 2008         | [ 6 ] |
| Монтевидео | Чехия      | Посольство | 2008         | [ 7 ] |
| Монтевидео | Швеция     | Посольство | 1993         | [ 8 ] |
| Монтевидео | ЮАР        | Посольство | 2016         | [ 9 ] |